# Бледноногий певун
Бледноногий певун, или антильская сент-люсийская древесница (лат. Leucopeza semperi) — редкая, возможно вымершая певчая птица семейства древесницевых. Эндемик острова Сент-Люсия. Единственный представитель рода Leucopeza. Видовое название дано в честь Джона Семпера (John E. Semper), который собрал типовой экземпляр в 1870-х годах.

## Описание
Бледноногий певун длиной 14,5 см. Оперение верхней части тела тёмно-серое, нижней части тела — серо-белое. Молодые птицы коричневато-серые сверху и жёлто-коричневые снизу. Ноги светло-жёлтые. Призывный крик состоит из звуков, которые слышатся как «тук-тик-тик-тук».

## Местообитание
Вид живёт в подлеске горных лесов. О его образе жизни ничего не известно. Вероятно, гнездится на земле.

## Природоохранный статус
Бледноногий певун был довольно частой птицей в 19-м веке, однако, уже в 20-м столетии наблюдались единичные случаи встречи. Со слов орнитолога Джеймса Бонда, одного из ведущих экспертов Карибской авифауны, в 1934 году на вершине Piton Flores была убита самка. Другой экземпляр был обнаружен в марте 1947 года между горами Piton Lacombe и Piton Canaries. Последняя засвидетельствованная встреча произошла в 1961 году. Существует слабая надежда на повторное открытие, так как ещё имеются в наличии несколько нетронутых лесистых областей. Причиной снижения численности вида стали, вероятно, завезённые мангусты, а также разрушение местообитания.